# 金杉文夫
金杉 文夫（かなすぎ ふみお、1952年10月11日 - 2020年8月13日）は、日本の放送作家。
1979年に「ルックルックこんにちは」（日本テレビ制作）でTVデビュー。
以来「ズームイン!!朝!」、「世界陸上」、生中継「チョモランマがそこにある!」など多くの番組構成を手がける。

## 経歴
- 2006年10月 - 「News zero」（NNN系列）の企画創立に関わり、2017年まで番組のチーフブレーンとして関わる。
- 2011年2月 - 「母の衣に抱かれて 津軽褒月ものがたり」（青森放送制作）構成

日本民間放送教育協会奨励賞 - 系列を越えた全国の民放30局が参加
- 2012年2月 - 第26回民放協スペシャル 「生きることを選んで」（山陰放送制作）

ALS患者の密着ドキュメントが10月に第1回医学ジャーナリスト賞コンペで大賞受賞（作品の仕上げ中に食道静脈瘤で緊急搬送）
- 2016年6月 - 第30回民放協スペシャル「しあわせ食堂 笑顔と孤独と優しさと」（青森放送制作）

同作品は青森県浅虫の温泉町が限界集落化していることを描き、同時に孤独な93才老女の日常を追ったもの
第42回放送文化基金賞ドキュメンタリー部門最優秀賞（グランプリ）受賞。 - 同賞は日本のテレビ界で3大コンペの一つ。
世界の番組が参加するコンペ、ニューヨークフェスティバル2017でドキュメンタリー部門銅賞を受賞。
- ドキュメントと並行して参加していた「ニュースZERO」では救急医療キャンペーンで総合病院の救急医療の実態を追う。
- 2017年3月 - 「ニュースZERO」を降板。2020年8月13日永眠。